# 魚住茉由
魚住 茉由（うおずみ まゆ、1998年〈平成10年〉12月6日 - ）は、日本の気象キャスター。ウェザーニューズ所属。愛称は「まゆちゃん」「おまゆ」。

## 来歴
愛知県名古屋市出身。
2023年1月、「ウェザーニュースLiVEキャスターオーディション」に合格。2023年4月27日の『ウェザーニュースLiVE・サンシャイン』内(10時30分-11時)で、同期の小川千奈と共にお披露目会が行われ、次番組の『ウェザーニュースLiVE・コーヒータイム』の後半1時間半(12時30分-14時)を担当。キャスターデビューとなった。

## 人物
- 2歳上の兄がいる[5]。
- 趣味は旅行・映画鑑賞・音楽を聴くこと・スポーツ観戦[3]。
- 好きな食べ物はお肉・お寿司・アイスクリーム・さつまいも。
- 幼少期から祖母の影響で琴を弾いている[3]。
- 同じウェザーニュースキャスターの川畑玲とは同じ愛知県出身かつ誕生日が同じ[3]。
- 同じウェザーニュースキャスターの青原桃香とは同じ名古屋市出身かつ同い年（青原は1999年生まれだが早生まれのため）[6]。
- プロ野球は中日ドラゴンズのファンだが、球団マスコットキャラクターは東京ヤクルトスワローズのつば九郎が好き[7]。
- 親戚に宝塚歌劇団の男役の人がいる[7]。
- 中学・高校・大学が女子校の一貫校だった[8]。
- 新体操の経験がある[9]。
- 前職は会社員で、地元名古屋で働いていた[10]。

## 出演
- ウェザーニュースLiVE・コーヒータイム - 2023年4月27日-
- ウェザーニュースLiVE・アフタヌーン - 2023年5月1日-
- ウェザーニュースLiVE・サンシャイン - 2023年5月5日-
- ウェザーニュースLiVE・モーニング - 2023年6月17日-
- ウェザーニュースLiVE・イブニング - 2025年6月3日-